# Ẩm thực Syria

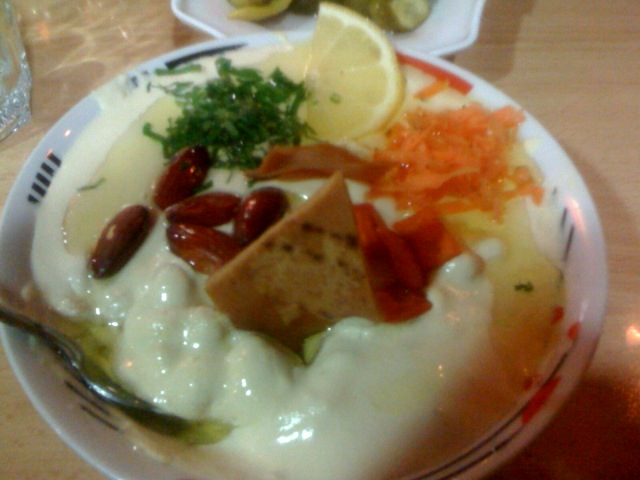
Falrehteh, một trong những món ăn tiêu biểu nhất của Damascus.

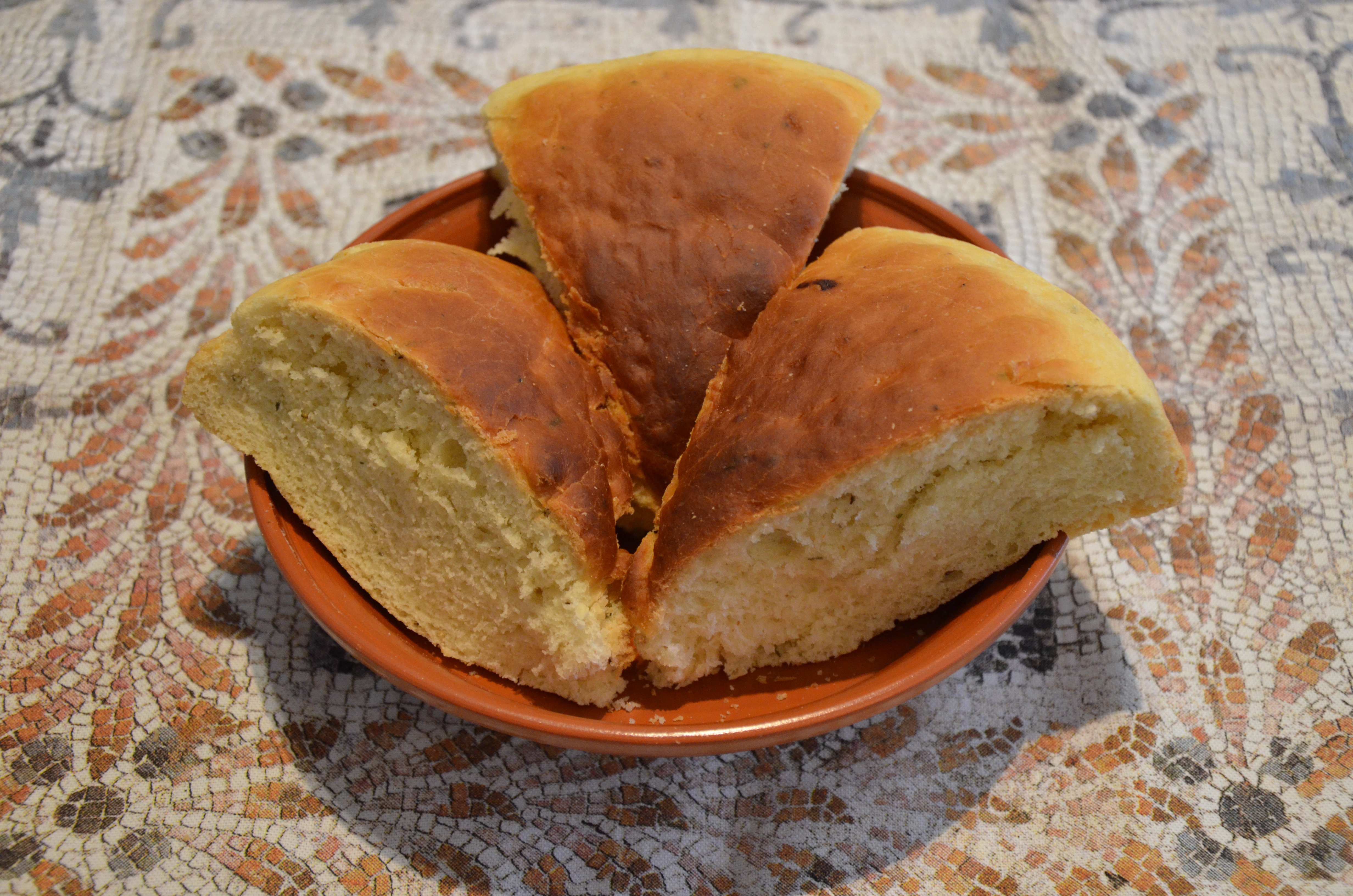
Lakhma, còn được gọi là bánh mì "Cappadocian" nổi tiếng với cộng đồng nói tiếng Hy Lạp.

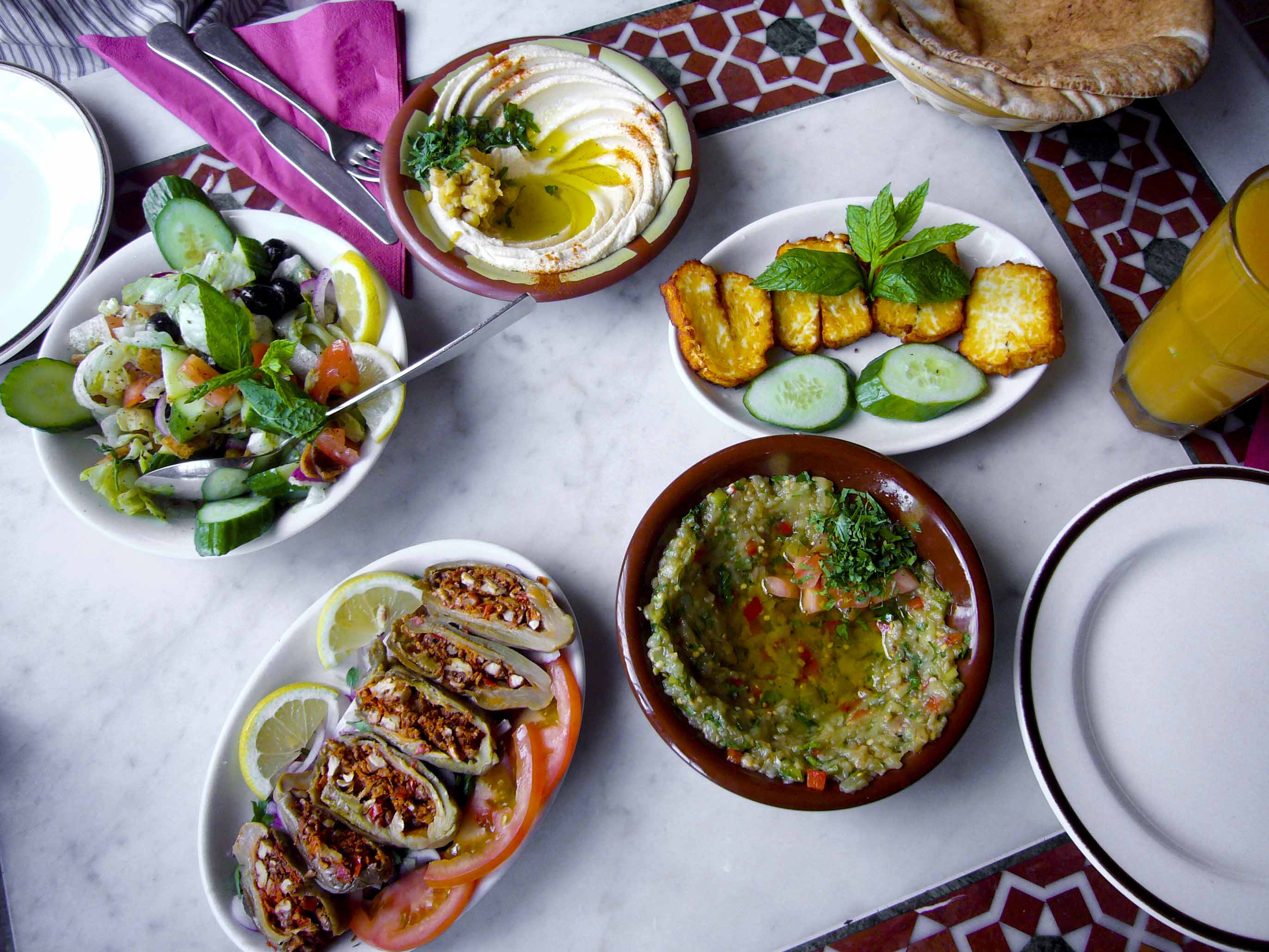
Một bữa ăn Syria, với makdus ở góc dưới bên trái. Tiếp tục theo chiều kim đồng hồ là salad Syria, hummus, haloumi và baba ganouj, với bánh mì pita nhìn thấy một phần ở góc trên bên phải.

Ẩm thực Syria có thể đề cập đến các truyền thống và tập quán nấu ăn ở Syria thời kì hiện đại (trái ngược với Đại Syria) của người dân Syria, dựa trên thói quen ăn uống của những người định cư tại đây trong suốt bề dày lịch sử.
Ẩm thực Syria chủ yếu là các món ăn có nguyên liệu là cà tím, bí xanh, tỏi, thịt (chủ yếu là thịt cừu), hạt mè, gạo, đậu xanh, đậu fava, đậu lăng, bắp cải, súp lơ, lá nho, củ cải ngâm, dưa chuột, cà chua, dầu ô liu, nước cốt chanh, bạc hà, quả hồ trăn, mật ong và trái cây.
Vào đầu thế kỷ 21, các món khai vị được gọi là " meze " thường được phục vụ cùng với bánh mì Ả Rập trước món chính của bữa ăn Syria, tiếp theo là cà phê, với bánh kẹo hoặc trái cây ngọt tùy ý. Nhiều công thức nấu ăn đã có từ lâu đời, ít nhất là vào khoảng thế kỷ 13.

## Các món tiêu biểu

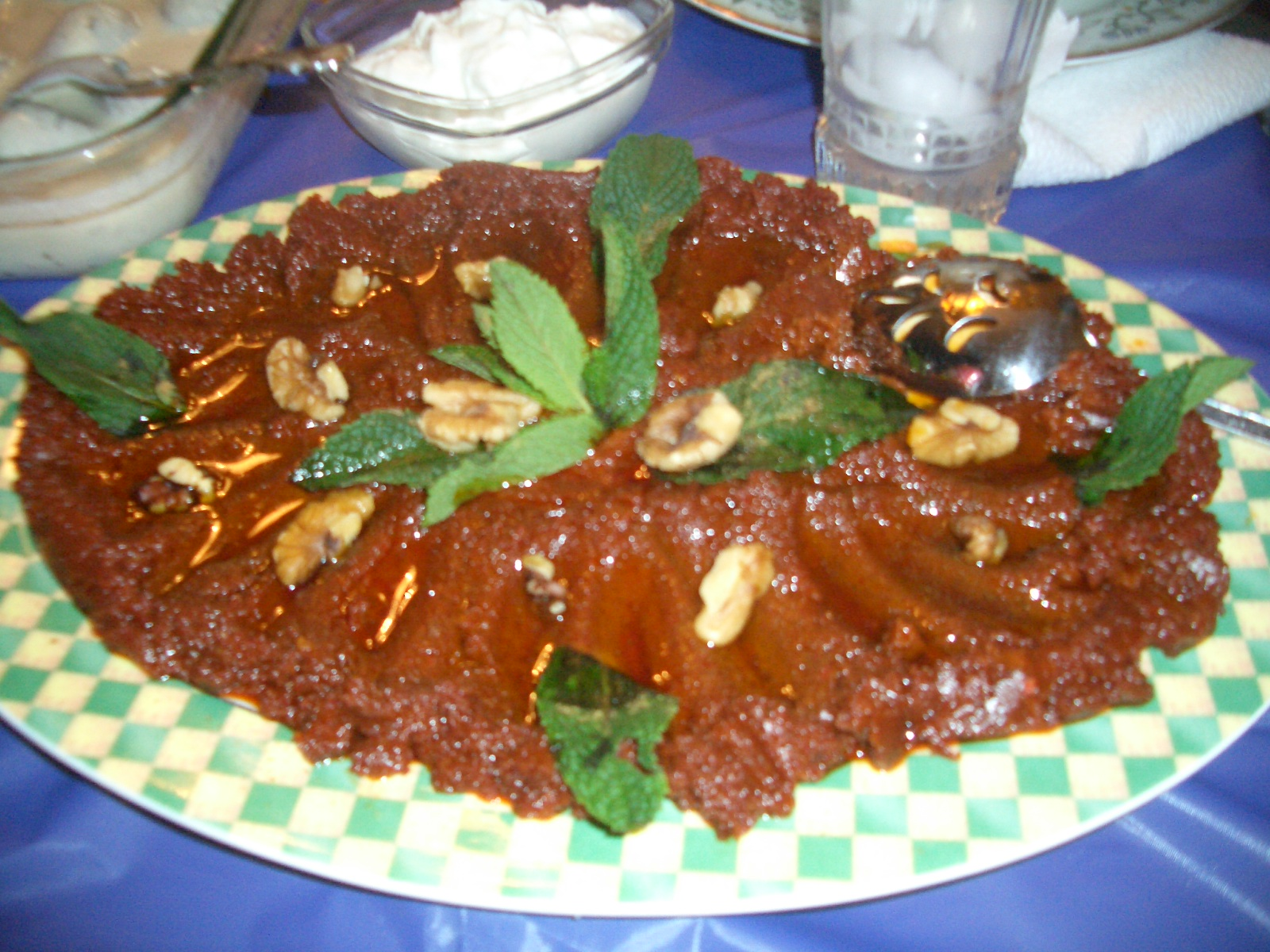
Muhammarah.

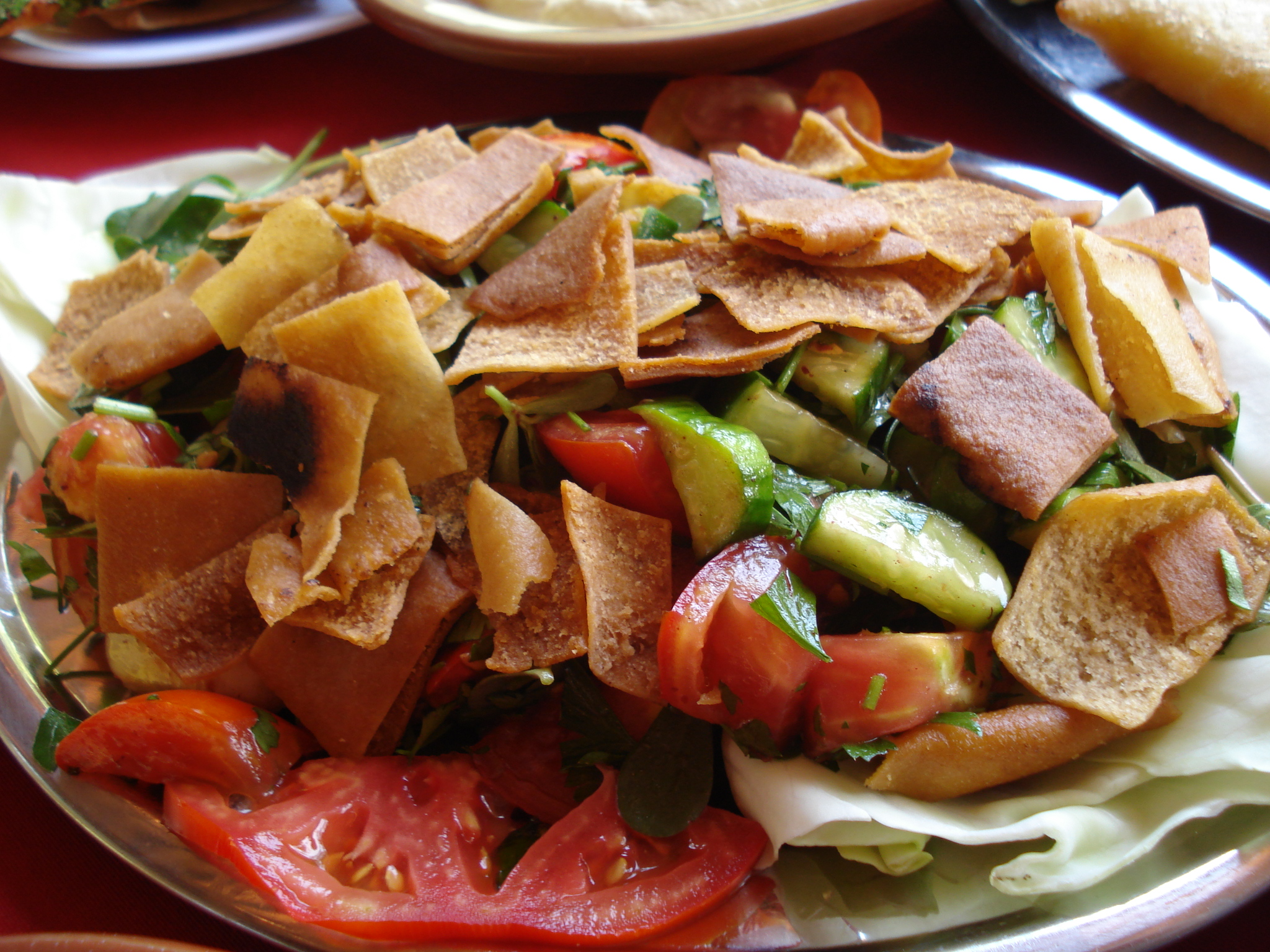
Fattush

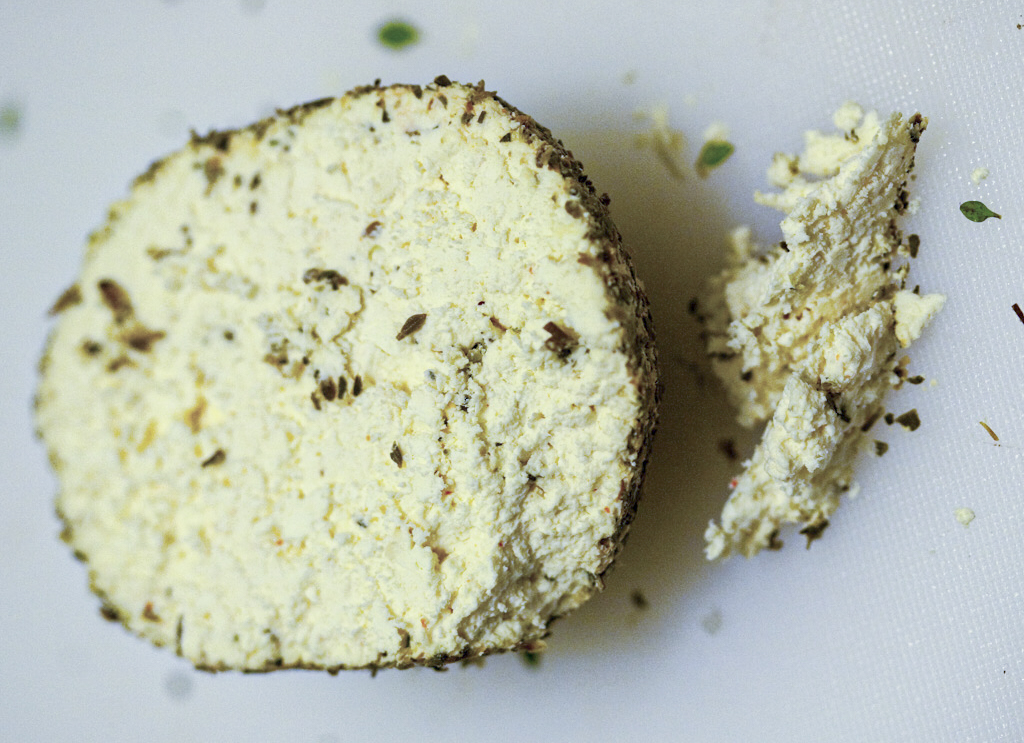
Shanklish.

### Meze (món khai vị)
Meze bao gồm: 
| Tên                             | Sự miêu tả                                                                                       |
| ------------------------------- | ------------------------------------------------------------------------------------------------ |
| Hummus (حمص)                    | món làm từ đậu xanh nấu chín, nghiền, trộn với tahini, dầu ô liu, nước chanh, muối và tỏi.       |
| hummus bil-lahm (حمص باللحم)    | hummus với thịt trên đầu.                                                                        |
| Tabbouleh (تبولة)               | bulgur, rau mùi tây thái nhỏ, bạc hà, cà chua, hành lá, với nước cốt chanh, dầu ô liu và gia vị. |
| Mutabbal (متبل)                 | cà tím nghiền (cà tím) trộn với tahini, dầu ô liu, muối và tỏi.                                  |
| Babaghanoush (بابا غنوج)        | cà tím (cà tím) nghiền và trộn với gia vị.                                                       |
| Moussaka (مسقعة)                | cà tím nướng (cà tím) nghiền với dầu ô liu, cà chua, hành tây và tỏi.                            |
| Fasolia bi zeit (فاصوليا بزيت)  | đậu xanh với dầu ô liu, chanh và tỏi.                                                            |
| Kibbeh (كبة)                    | ở Trung Đông, các món ăn được chế biến từ bulghur, thịt băm nhỏ và gia vị.                       |
| Kibbe Nayye - burghul (كبة نية) | thịt cừu giã nhỏ, và gia vị.                                                                     |
| Fattoush (فتوش)                 | salad làm từ một số loại rau vườn và bánh mì pita nướng hoặc chiên.                              |
| Falafel (فلافل)                 | một quả bóng chiên giòn hoặc patty làm từ đậu xanh, đậu fava hoặc cả hai.                        |
| Ô liu (زيتون)                   |                                                                                                  |
| Phô mai Halloumi (جبنة حلومي)   | thường được cắt lát và nướng hoặc chiên.                                                         |
| Labneh (لبنة)                   | sữa chua có vị tương tự như kem hoặc kem chua có vị chua hơn.                                    |
| Shanklish (شنكليش)              | pho mát sữa bò hoặc sữa cừu.                                                                     |
| Makdus (مكدوس)                  | Cà tím được nhồi và ngâm.                                                                        |
| Yalanji (يالانجي)               | Lá nho nhồi cơm và nhiều loại rau và có thể ăn nóng hoặc lạnh.                                   |
| Muhammarah (محمرة)              | Một hạt tiêu nóng nhúng từ Aleppo, được làm từ hạt tiêu Aleppo.                                  |
| Fatteh (فتّة)                    | Những miếng bánh mì Ả Rập phủ đầy các thành phần khác.                                           |
| Fatteh bi-s-samn (فتّة بالسمن)   | Fatteh làm bằng mỡ bò hoặc cừu.                                                                  |
| Fatteh bi-z-zayt (فتّة بالزيت)   | Fatteh làm bằng rau, ngô, hoặc dầu ô liu.                                                        |
| Fatteh al-makdus (فتّة المكدوس)  | Fatteh với makdus và thịt băm.                                                                   |
| Fatteh dajaj (فتّة دجاج)         | Fatteh với thịt gà.                                                                              |
| Fatteh bi-l-lahm (فتّة باللحم)   | Thịt với thịt.                                                                                   |

### Lá nho
| Tên               | Sự miêu tả                                              |
| ----------------- | ------------------------------------------------------- |
| Yabrak (يبرق)     | Lá nho nhồi cơm và thịt băm nấu chín và ăn nóng.        |
| Yalanji (يالانجي) | Lá nho nhồi cơm và nhiều loại rau và ăn nóng hoặc lạnh. |

### Kebab
| Tên                                                   | Sự miêu tả |
| ----------------------------------------------------- | --- |
| Kebab (كباب)                                          | Thịt nướng. |

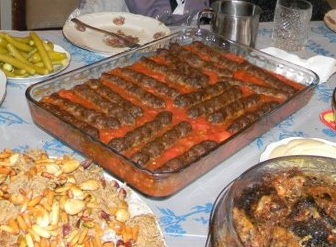
Kebab khashkhash từ Aleppo.

| Kebab Halabi (كباب حلبي có nghĩa là "Aleppine kebab") | Kebab ăn kèm với sốt cà chua cay và hạt tiêu Aleppo. Nó có khoảng 26 biến thể, bao gồm: - kebab tiếng Hin-ddi (كباب هندي), được làm từ thịt cừu cuộn, với bột cà chua, hành tây, ớt tây và mật lựu; - kebab kamayeh (كباب كميه), được làm từ thịt mềm với miếng nấm, hành tây và các loại hạt khác nhau; - kebab karaz (كباب كرز), được làm từ thịt viên cừu với anh đào và bột anh đào, hạt thông, đường và mật lựu; - kebab khashkhash (كباب خشخاش), được làm từ thịt cừu cuộn hoặc thịt bò với tương ớt, rau mùi tây, tỏi và hạt thông; - siniyyet kebab (صينيّة كباب), được làm từ thịt cừu băm nạc phục vụ trên khay với ớt, hành tây và cà chua. |

### Kubbeh

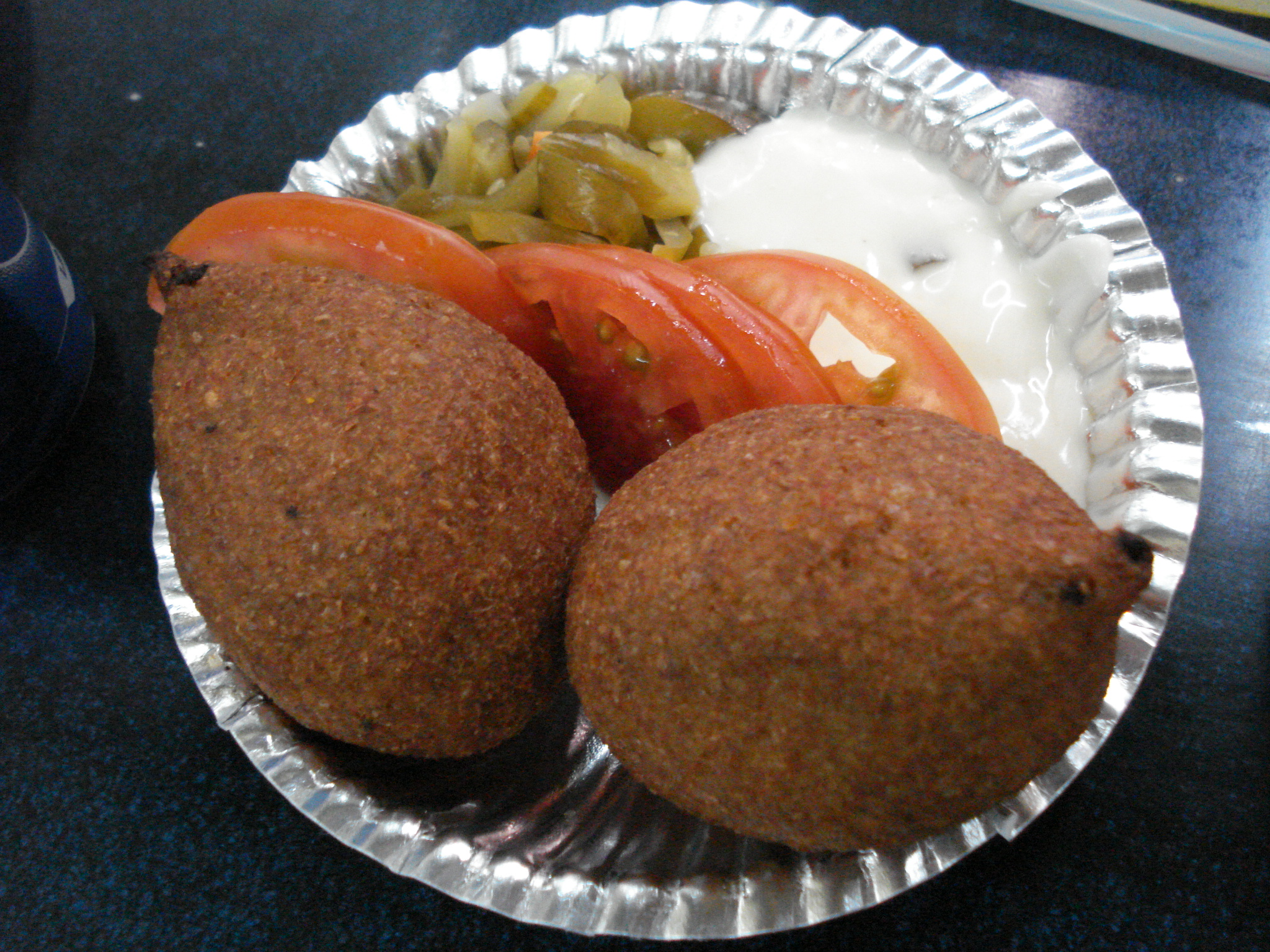
Món Thịt bò Kubbeh.

Một loạt các món ăn Syria được làm từ hỗn hợp chiên, nướng, nấu chín hoặc thô của thịt lợn và thịt cừu băm nhỏ được gọi là " kubbeh " (كبّة). Công thức nấu ăn của Kubbeh bao gồm: 
| Tên                                                           | Sự miêu tả                                                                                            |
| ------------------------------------------------------------- | --- |
| Kubbeh bi-s-siniyyeh (كبّة بالصينيّة có nghĩa là "tấm kubbeh ") | Một đĩa kubbeh nướng.                                                                                 |
| Kubbeh Halab (كبّة حلب)                                        | Kubbeh với lớp vỏ gạo. Mặc dù được đặt tên theo Aleppo, công thức này dường như có nguồn gốc từ Iraq. |
| Kubbeh hamid (كبّة حامض)                                       | Kubbeh với nước chanh.                                                                                |
| Kubbeh labaniyyeh (كبّة لبنيّة)                                 | Nấu kubbeh với sữa chua.                                                                              |
| Kubbeh 'qras Nướng ((كبّة أقراص (مشوية)                        | Nướng kubbeh.                                                                                         |
| Kubbeh nayyeh (كبّة نيّة)                                       | Nguyên kubbeh.                                                                                        |
| Kubbeh safarjaliyyeh (كبّة سفرجليّة)                            | Kubbeh với mộc qua.                                                                                   |
| Kubbeh summa'iyyeh (كبّة سمّاقيّة)                               | Kubbeh với sumac.                                                                                     |

### Mahshi

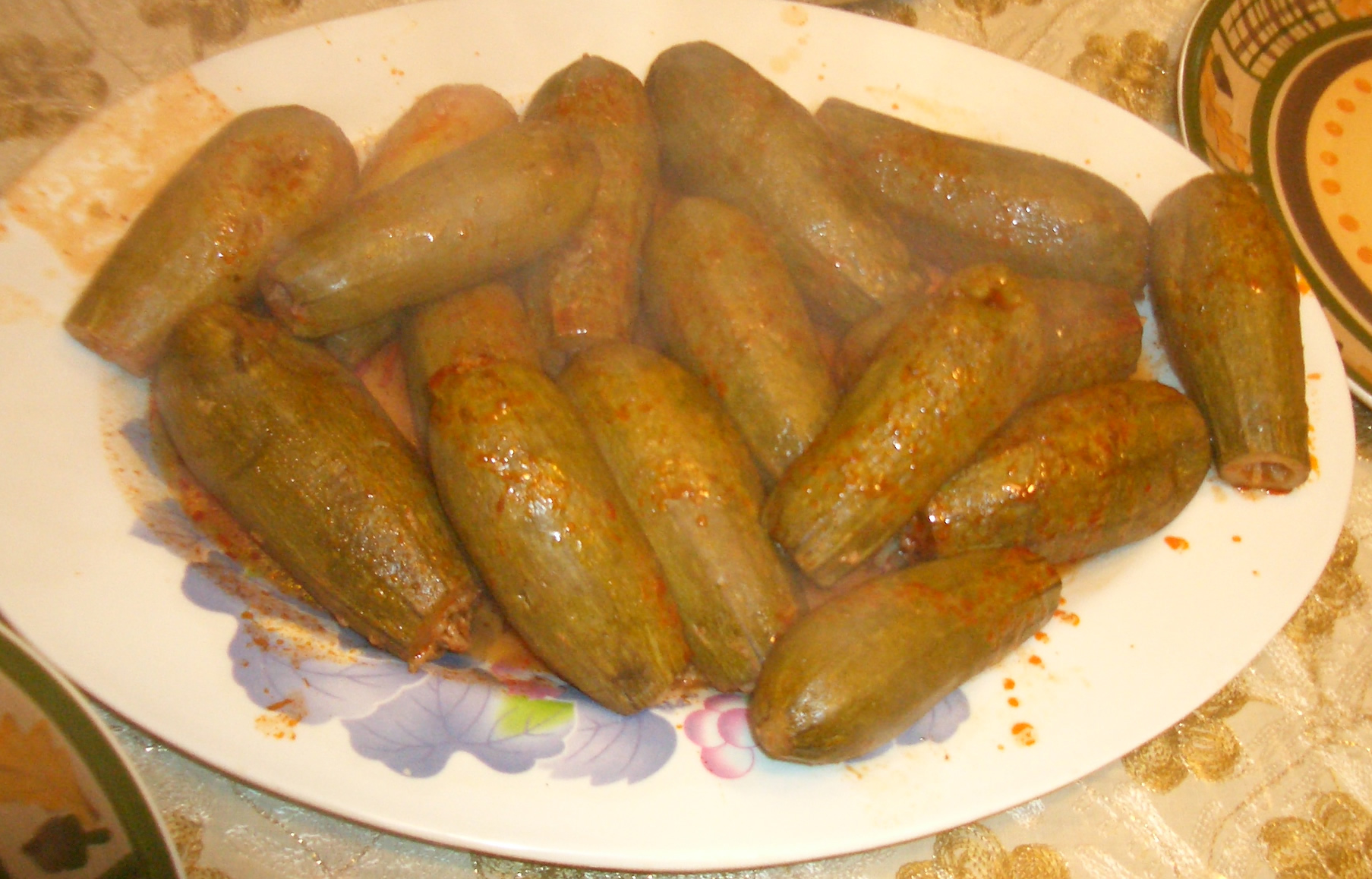
Kusa mahshi.

Một món ăn nổi tiếng được phục vụ ở Syria được làm từ rau (thường là zucchini - كوسا / kūsā cà tím - باذنجان / bādhinjān) được nhồi (محشي / maḥshī) với thịt bò xay hoặc thịt cừu hoặc thịt cừu, và các loại hạt và gạo.

### Ẩm thực đường phố

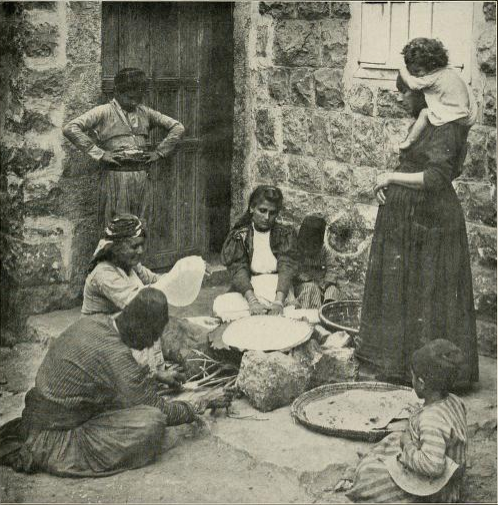
Nướng bánh mì phẳng vào những năm 1910.

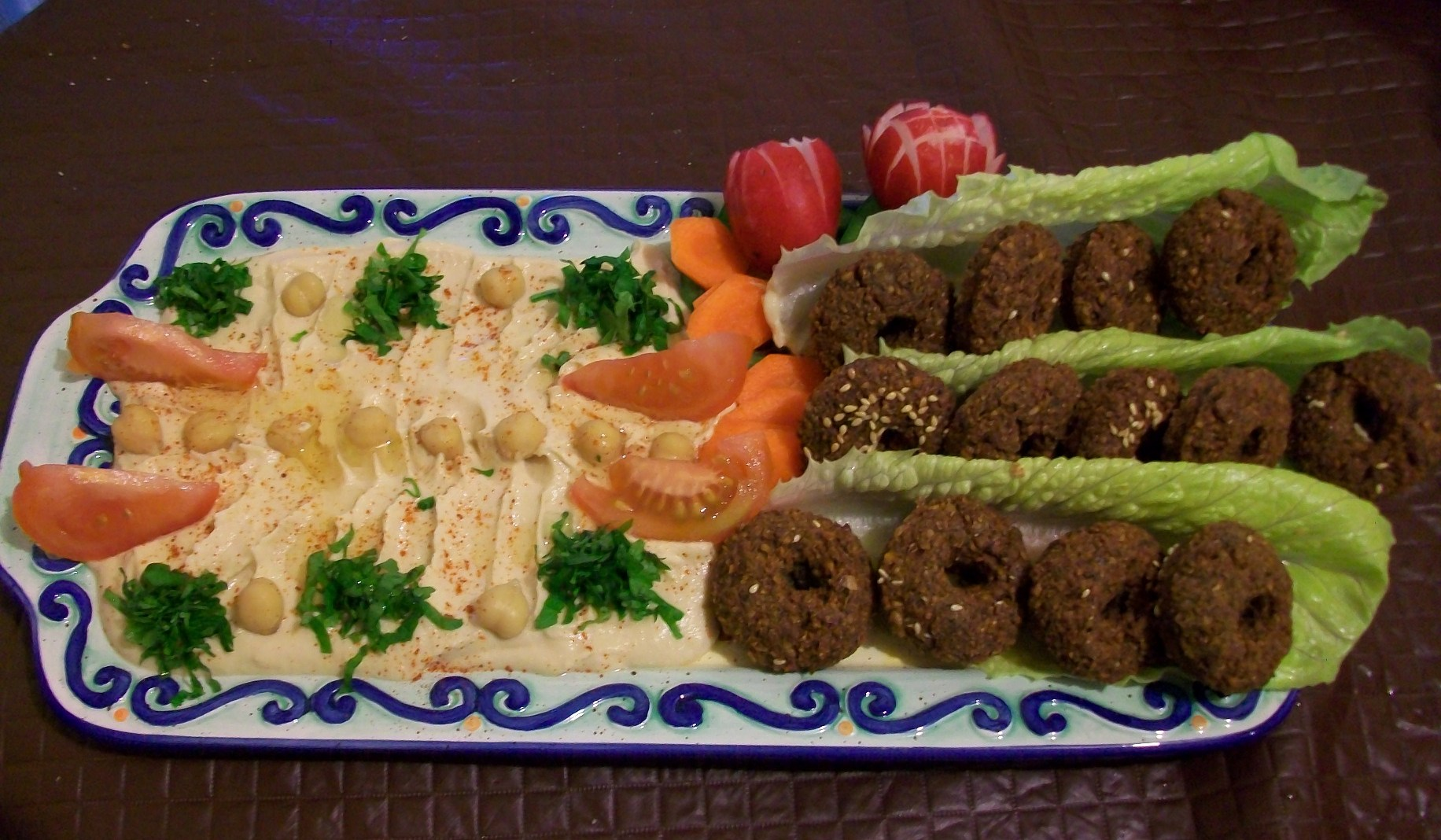
Falafil và món khai vị trong bữa sáng của Syria.

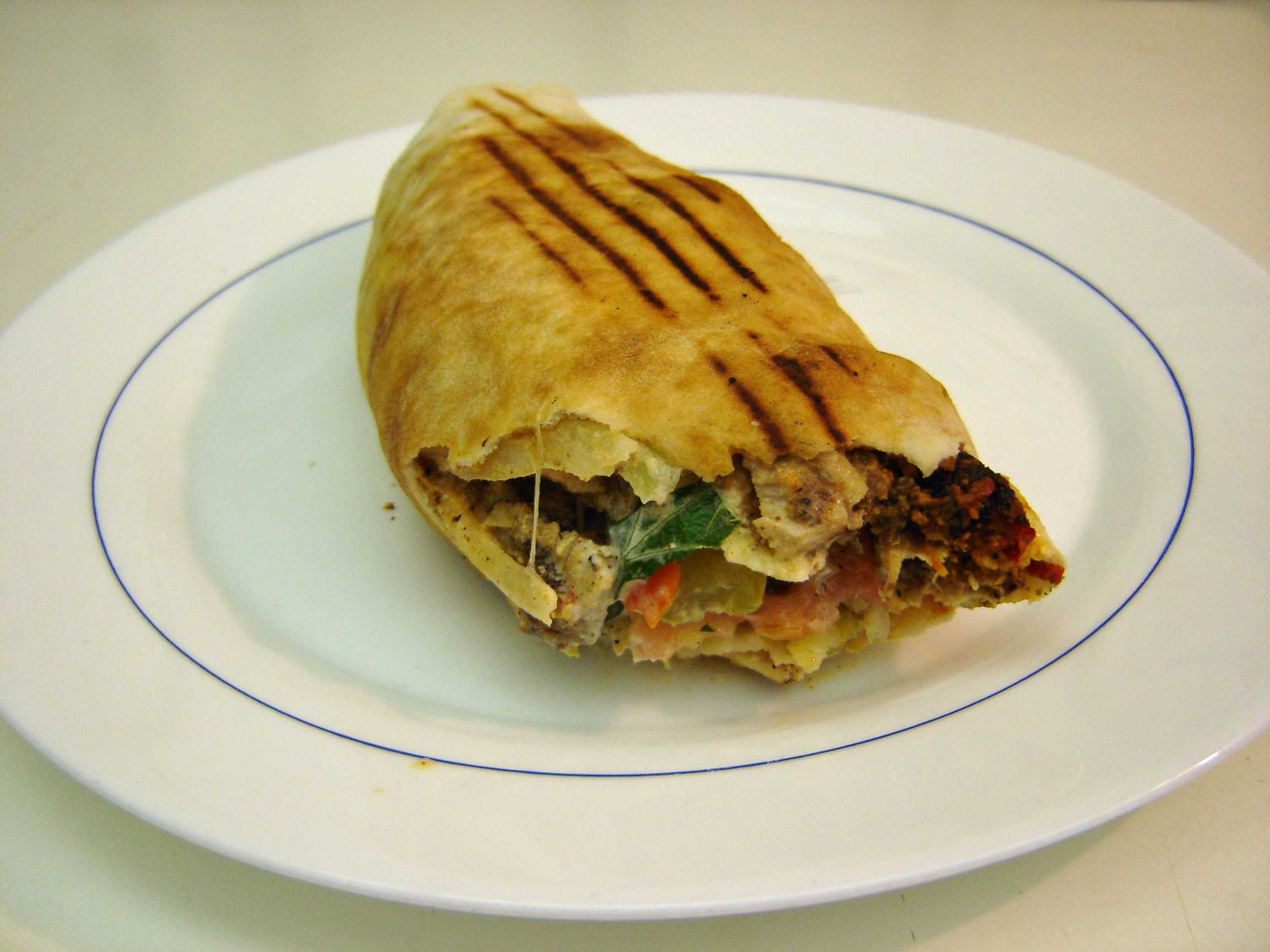
Shawarma.

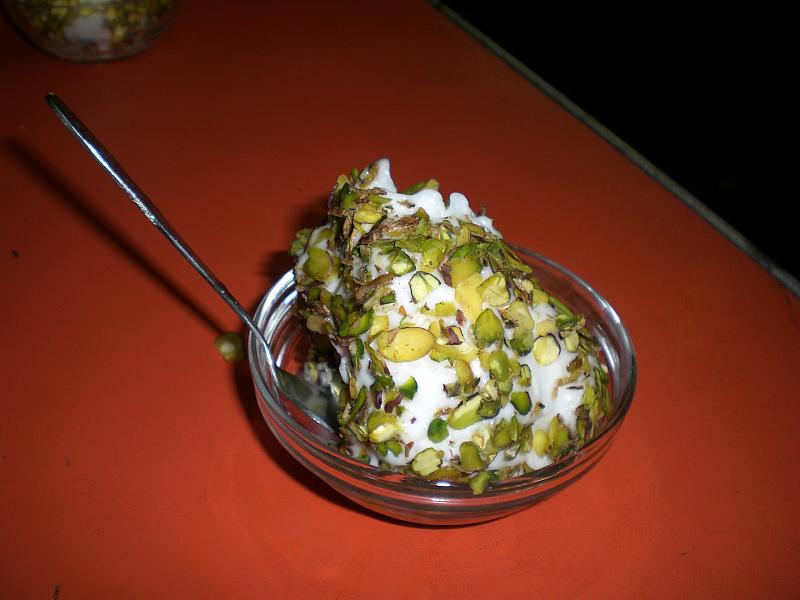
Booza

Thức ăn đường phố của Syria bao gồm: 
| Tên               | Mô tả |
| ----------------- | --- |
| Booza بوظة)       | Kem nổi tiếng với kết cấu đàn hồi |
| Falafil (فلافل)   | Bóng chiên hoặc patties gia vị, đậu xanh nghiền, thường được phục vụ trong bánh mì Ả Rập, với dưa chua, tahina, hummus, sumac, salad rau và thường, shatteh, nước sốt nóng, loại được sử dụng tùy thuộc vào nhà sản xuất falafil.                                                                            |
| Ka'ak (كعك)       | Nhẫn bánh mì, được làm từ farina và các thành phần khác, thường được rắc hạt vừng, đôi khi được phục vụ trên bàn và ăn kèm với phô mai Syria. Một phiên bản bơ và ngọt, chứa đầy quả chà là hoặc quả óc chó, được ăn như một món tráng miệng, thường được dùng để ăn với phô mai chuỗi (jibneh mashallaleh). |
| Shawarma (شاورما) | Thịt thái lát và ướp cạo ra một xiên nướng và nhồi vào bánh mì Ả Rập hoặc đôi khi là bánh mì, một mình với món khai vị, hoặc với các món trang trí bổ sung như hành tươi, khoai tây chiên, salad và dưa chua.                                                                                                |

### Kẹo

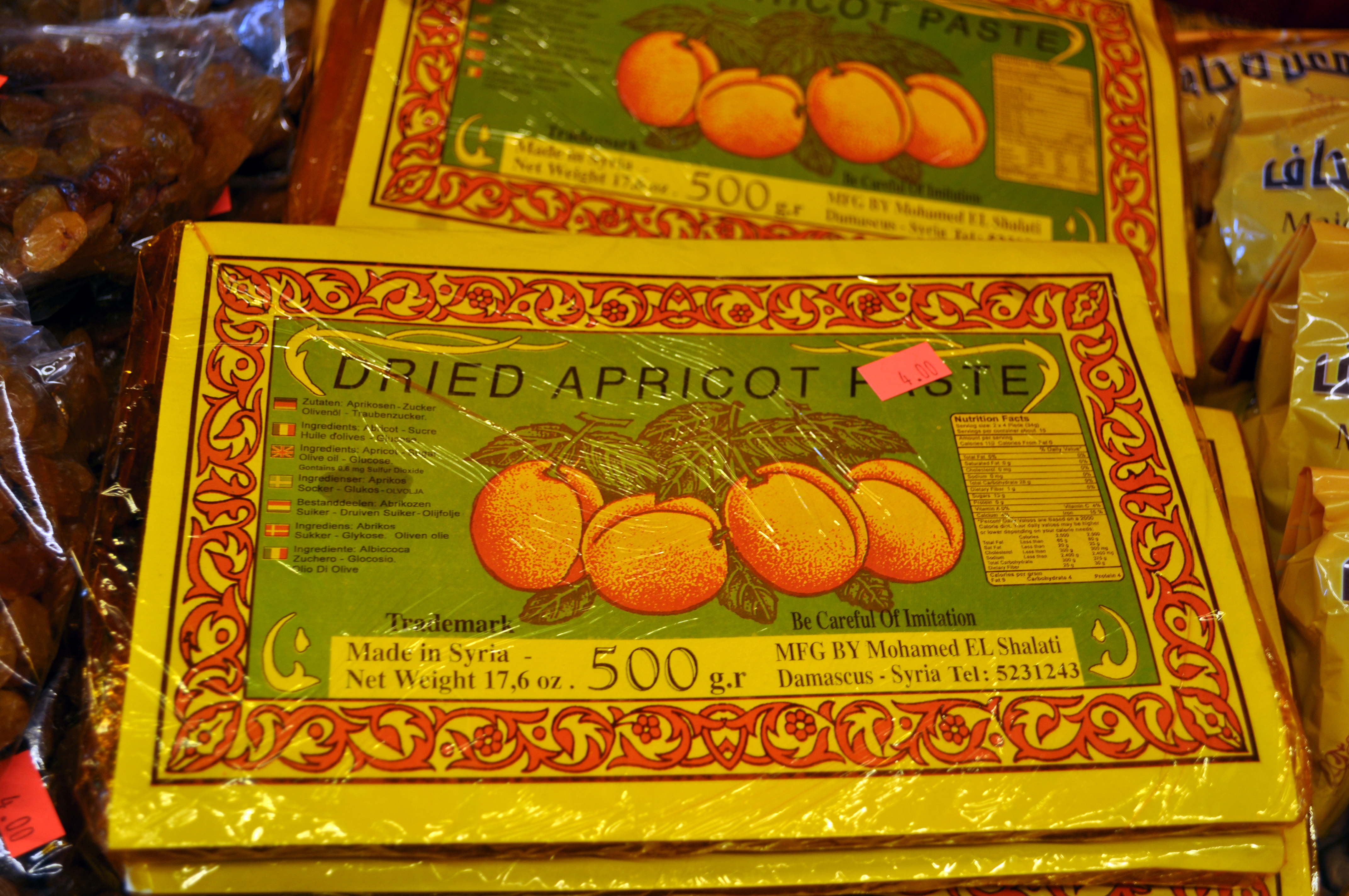
Syrians nổi tiếng về sản xuất bột mơ khô (qamar ad-din).

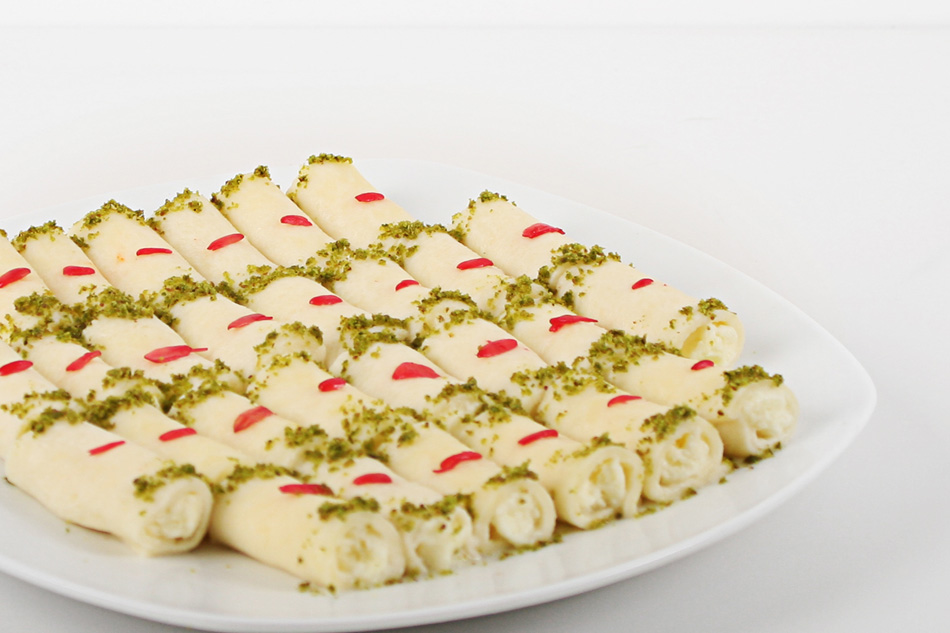
Halawet al-jibn.

Qada'ef.

Đồ ngọt bao gồm: 
| Tên                                                         | Mô tả |
| ----------------------------------------------------------- | --- |
| Ba'lawah (بقلاوة)                                           | Bánh ngọt nhiều lớp chứa đầy các loại hạt, ngâm trong một xi-rô mật ong gọi là " ' atr " (قطر), và thường được cắt theo hình tam giác hoặc hình thoi. |
| Crêpe كريب)                                                 | một loại bánh ngọt rất mỏng của Pháp với bơ và đường. |
| Bánh pudding gạo (hình رز بحليب)                            | được làm từ gạo trộn với nước hoặc sữa và các thành phần khác như quế. |
| Kanafeh (كنافة)                                             | Shoelace pastry pastry nhồi với pho mát trắng ngọt, các loại hạt và xi-rô. |
| Basbousa (بسبوسة)                                           | Một chiếc bánh ngọt làm từ semolina nấu chín hoặc farina ngâm trong xi-rô đơn giản. |
| Halawet al-jibn (حلاوة الجبن)                               | Bánh cuộn và nhồi với phô mai hoặc kem sữa đặc, ăn kèm với một xi-rô mật ong gọi là " ' atr "(قطر). |
| Halweh (حلوة)                                               | Một miếng bột mè dán với trái cây và kẹo / kẹo. |
| Ma'mul (معمول)                                              | Bánh quy chứa đầy quả chà là, quả hồ trăn hoặc quả óc chó và được tạo hình trong khuôn gỗ gọi là " tabi ' "(طابع). Nó là một món ngọt phổ biến vào các ngày lễ Kitô giáo (Phục sinh), ngày lễ Hồi giáo ('Id al-Fitr) và ngày lễ của người Do Thái (Purim). |
| Taj al-malik (تاج الملك nghĩa là "vương miện của vua")      | Bánh ngọt tròn, trung tâm chứa đầy quả hồ trăn, hạt điều hoặc các loại hạt khác. |
| Nabulsiyyeh (نابلسيّة)                                       | Một lớp phô mai Nabulsi bán mặn được phủ một lớp bột semolina và được ngâm với một xi-rô mật ong gọi là " ' atr " (قطر). |
| Qada'ef (قطايف)                                             | Bột semolina nhồi với bột nhão làm từ quả óc chó ngọt hoặc kem sữa, với một xi-rô mật ong gọi là " ' atr " (قطر). |
| Qamar al-Din (قمر الدين)                                    | Bột mơ khô. |
| Mamuniyyeh (مامونيّة)                                        | Hỗn hợp semolina và bơ ghee được ninh trong nước với đường, thường được ăn kèm với phô mai mặn hoặc kem sữa gọi là " qishteh " (قشطة). |
| Suwar as-sitt (سوار الست có nghĩa là "vòng tay của phụ nữ") | Một chiếc bánh ngọt hình đĩa được ngâm trong một xi-rô mật ong gọi là " ' atr " (قطر) trong khi trung tâm được bao phủ bởi quả hồ trăn đập vỡ. |
| Zilabiyyeh (زلابيّة)                                         | Những miếng bột semolina mỏng, luộc, cuộn và nhồi với quả hồ trăn hoặc kem sữa gọi là " qishteh " (قشطة). |
| Ghazal al-banat (غزل البنات)                                | Kẹo bông đường nhồi với quả hồ trăn hoặc hạt điều. |
| Halaweh Homsiyyeh (حلاوة حمصيّة)                             | |
| Znud as-sitt (زنود الست có nghĩa là "vòng tay của phụ nữ")  | Phyllo bánh ngọt với các chất trám khác nhau. |

## Các loại phô mai
- Phô mai Tresse (Jibne Khadra) là một dạng phô mai chuỗi, có nguồn gốc từ Syria, được biết đến với tên tiếng Ả Rập Jibneh Mshallaleh.
- Phô mai trắng, phô mai trắng cứng và có vị mặn rõ rệt
- Pho mát Shanklish, sữa bò hoặc sữa cừu
- Phô mai Halloumi, một loại phô mai nửa cứng, chưa chín, ướp

## Đồ uống

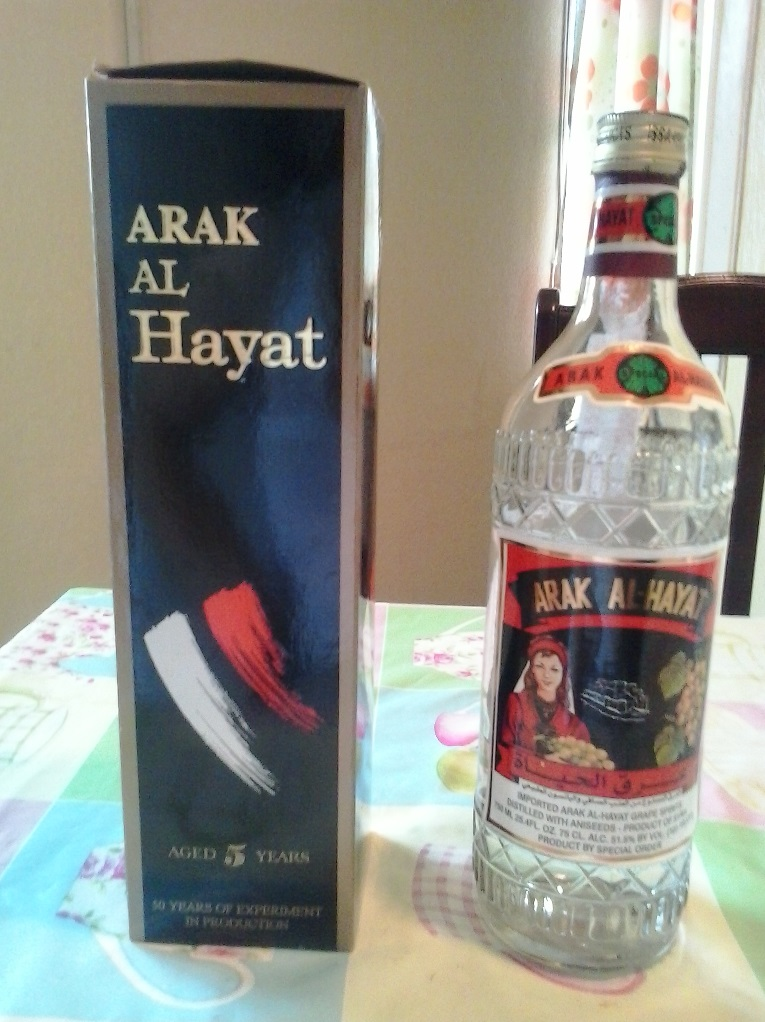
Phiên bản đặc biệt của Arak al-Hayat (ara) 5 tuổi từ Homs, Syria.

| Tên                                                 | Sự miêu tả |
| --------------------------------------------------- | --- |
| 'Ara' (عرق)                                         | Một loại rượu chưng cất, màu trong suốt, được làm từ hạt hồi.                                                                                |
| Rượu خمر)                                           | Một loại đồ uống có cồn làm từ nho lên men.                                                                                                  |
| Bia Syria (البيرة السوريّة)                          | Một loại đồ uống được chế biến từ mạch nha lên men, có hương vị hoa bia.                                                                     |
| Cà phê Syria (قهوة)                                 | Một loại đồ uống được làm từ hạt cà phê rang nhẹ cùng với thảo quả, và được phục vụ trong những chiếc cốc nhỏ (giống như cà phê Thổ Nhĩ Kỳ). |
| Qamar al-Din (قمر الدين)                            | Một nước ép quả mơ dày, thường được phục vụ cho Iftar trong tháng Ramadan.                                                                   |
| Al-mateh (المته)                                    | Một loại đồ uống có chứa caffeine được sản xuất từ lá cây yerba mate và dùng nóng.                                                           |
| Salep (سحلب)                                        | Một loại đồ uống mùa đông truyền thống, đó là một loại bột được làm từ củ chi lan. Bột salep được tiêu thụ trong đồ uống và món tráng miệng. |
| 'Ayran (عيران)                                      | Một loại đồ uống có nguồn gốc từ sữa chua trộn với muối và nước.                                                                             |
| Polo بولو)                                          | Nước chanh bạc hà. |
| Jallab (جلاب)                                       | Một xi-rô trái cây có thể được kết hợp với chất lỏng để tạo thành một đồ uống nóng hoặc ấm.                                                  |
| Qahweh bayda ' (قهوة بيضاء nghĩa là "cà phê trắng") | Một thức uống không chứa caffeine làm từ nước và nước hoa cam, ngọt với đường tùy ý, thường được phục vụ thay cho cà phê.                    |